# ハンスディーカー反応
ハンスディーカー反応（ハンスディーカー反応、Hunsdiecker reaction）とは、有機化学における化学反応の一種で、カルボン酸の銀塩 (RCO2Ag) に臭素 (Br2) を作用させ、有機臭素化物 (RBr) を得る反応である。ロシアのアレクサンドル・ボロディン(現在では作曲家として著名だが、本職は化学者であった)にちなみ、ボロディン反応 (Borodin reaction) とも呼ばれる。
銀の代わりとして、酸化水銀(II) (HgO) を用いた例も知られる
。

## 反応機構
ハンスディーカー反応は、下図のようなラジカル的な機構で進むと考えられている。
まず、カルボン酸の銀塩 1 が臭素と反応して中間体 2 に変わる。そこから、酸素と臭素の結合がホモリティックに開裂してカルボキシルラジカル 3 と臭素ラジカルが発生する。3 から二酸化炭素が脱離してラジカル (R•) となり、臭素ラジカルと再結合 (4) して生成物の有機臭素化物 5 となる。
| Hundsdiecker startAnimGif |
| アニメーション            |